# Tourisme au Bhoutan

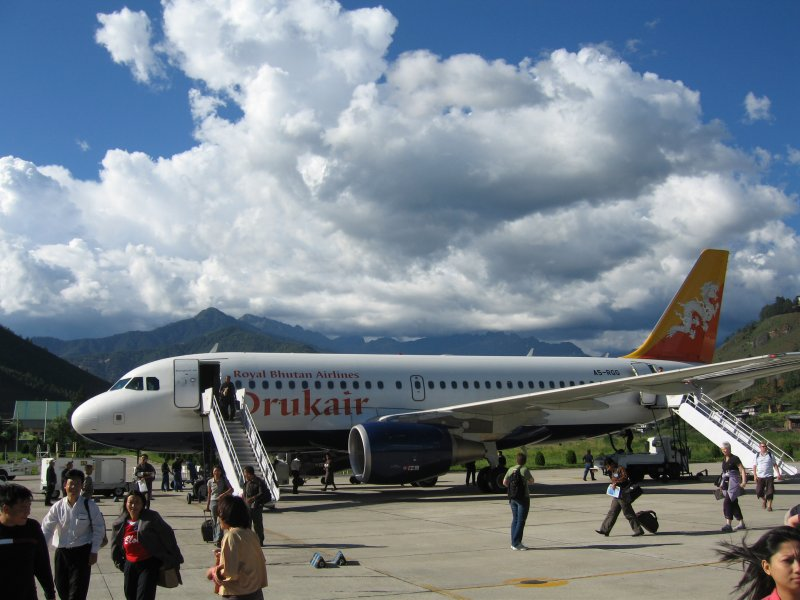
Passagers descendant d'un Airbus A319 de Druk Air à l'Aéroport international de Paro.

Le tourisme au Bhoutan débuta en 1974, quand le Gouvernement du Bhoutan, dans un effort pour élever le revenu et promouvoir la culture et les traditions particulières du pays auprès du monde d'extérieur, a ouvert son pays isolé aux étrangers. En 1974, 287 touristes ont visité le Bhoutan. Depuis, le nombre de touristes visitant le Bhoutan a augmenté à 2 850 en 1992, s'élevant de façon importante à 7 158 en 1999. À la fin des années 1980, le tourisme a contribué à hauteur de deux millions de dollars au revenu annuel. 

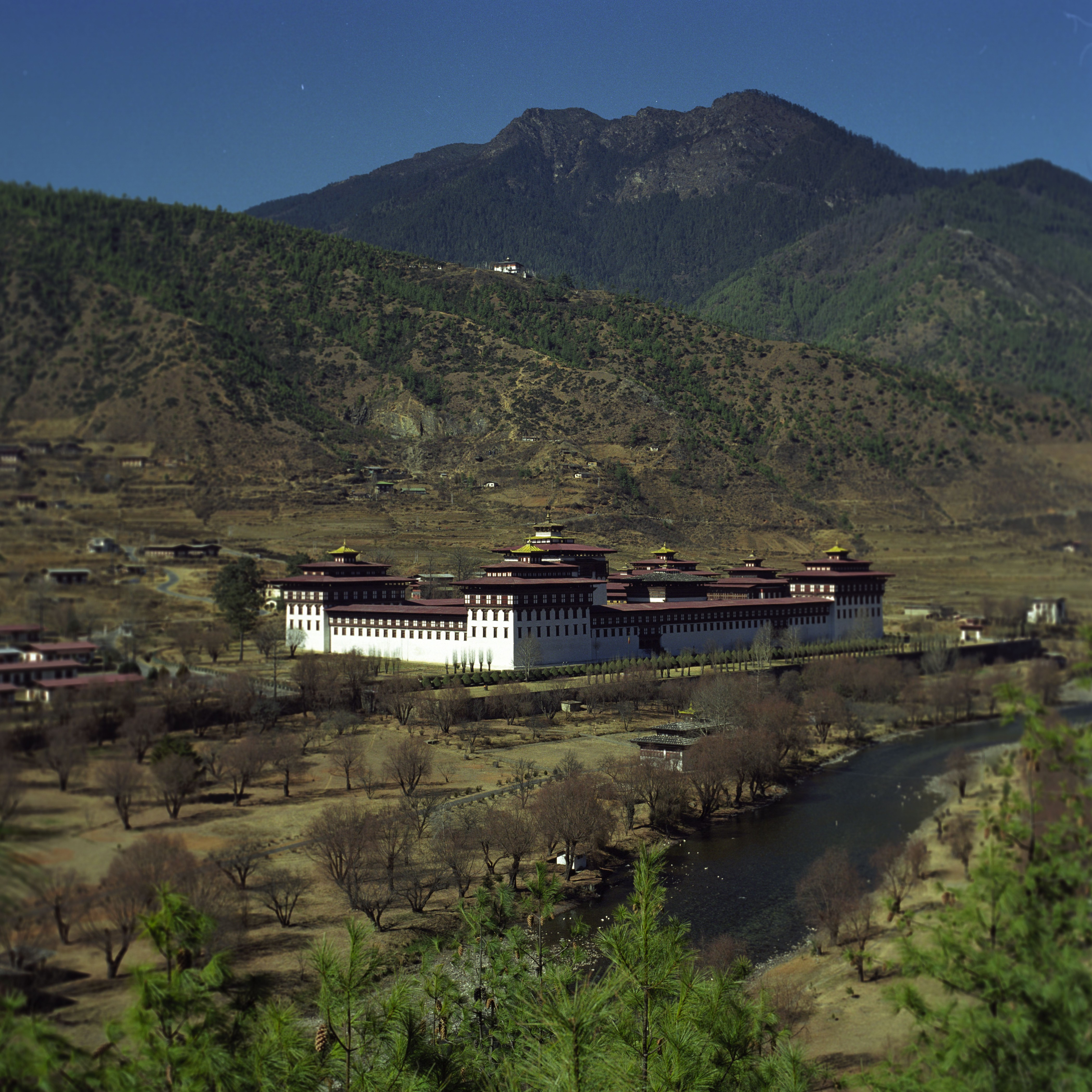
Vue de Tashichoedzong, Thimphu.

Malgré son ouverture aux étrangers, le gouvernement est particulièrement conscient de l’impact écologique potentiel des touristes sur le paysage et la culture unique du Bhoutan, encore pratiquement intacts. Il a donc limité le niveau d'activité touristique depuis le début, favorisant un tourisme de haute qualité. Jusqu'en 1991, la Société commerciale de Tourisme du Bhoutan (BTC), un corps quasi autonome et autofinancé, a mis en œuvre la politique de tourisme du gouvernement. Cette compagnie a été privatisée en octobre 1991, ce qui a facilité l'investissement et l'activité dans le secteur privé : aujourd'hui, plus de 75 compagnies touristiques sont autorisées dans le pays.
Les centres les plus importants pour le tourisme sont situés à Thimphu, la capitale du Bhoutan et dans la ville de l'ouest de Paro, près de l’Inde. Taktshang, un monastère sur le pan d’une falaise en regard de la vallée de Paro, est une des attractions du pays. Druk Air était la seule ligne aérienne réalisant des vols au Bhoutan. Maintenant, le pays est aussi desservi par Bhutan Airlines.

## Voyageur par pays
La majorité des visiteurs viennent pour un court séjour.
Ci-dessous, les comptes de voyageurs par nationalité pour les années 2013 et 2015 (à l'exclusion du Bangladesh, de l'Inde et des Maldives), :
| Rang | Pays        | 2013  | 2015  |
| ---- | ----------- | ----- | ----- |
| 1    | Chine       | 4 827 | 9 399 |
| 2    | États-Unis  | 6 997 | 7 137 |
| 3    | Thaïlande   | 3 527 | 3 778 |
| 4    | Royaume-Uni | 2 309 | 2 958 |
| 6    | Singapore   | 2 051 | 2 587 |
| 5    | Allemagne   | 2 770 | 2 498 |
| 7    | Japon       | 4 035 | 2 437 |
| 8    | Australie   | 2 062 | 1 833 |
| 9    | France      | 1 572 | 1 563 |
| 10   | Malaisie    | 2 054 | 1 546 |

## Voir aussi

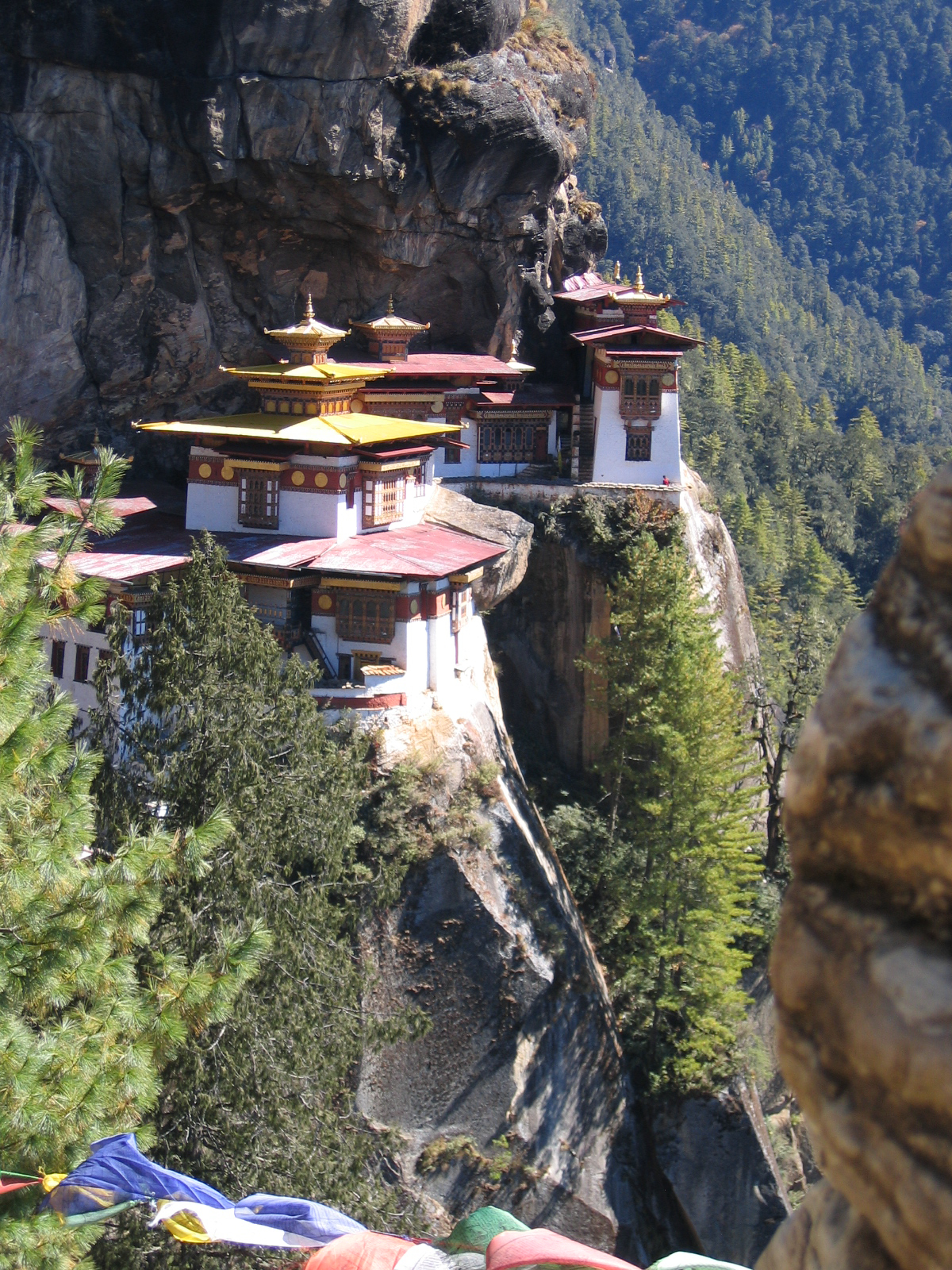
Le Taktshang, monastère du District de Paro.